# Чемпионат мира по международным шашкам среди женщин
Чемпионат мира по международным шашкам среди женщин — ежегодное соревнование, проводимое под эгидой Всемирной федерации шашек ФМЖД. Первый чемпионат состоялся в 1973 году в Амстердаме, Нидерланды. Его выиграла представительница СССР Елена Михайловская, которая побеждала пять раз подряд. С 1981 проходят раз в два года, а в промежутках чемпион защищал свой титул в матче. Проводится по круговой системе. Наибольшее число титулов у Зои Голубевой — 15. С 1999 года стали проводиться чемпионаты мира с укороченным временем на партию — в формате блиц, а с 2013 и в формате быстрые шашки (рапид). Действующей чемпионкой мира является украинка  Виктория Мотричко (1 титул).
По политическим причинам с 2022 года спортсменки России и Белоруссии не были допущены на чемпионат.

## Матч за титул чемпиона мира
После чемпионата мира проводится матч за титул чемпиона мира. В случае, если обладатель титула остался прежний, то в матче принимают участие спортсменка, завоевавшая звание чемпиона и спортсменка, занявшая второе место. Если обладатель титула поменялся, то в матче участвуют новый и прежний чемпионы мира.

## Основная программа
| Год       | Место проведения                        | Золото                   | Серебро                          | Бронза               | форма соревнований                                                                      |
| 1973      | Амстердам, Нидерланды                   | Елена Михайловская       | Татьяна Степанова                | Раймонда Баррас      | турнир                                                                                  |
| 1974      | Амстердам, Нидерланды                   | Елена Михайловская       | Ираида Спасская                  | Барбара Грас         | турнир                                                                                  |
| 1975      | Амстердам, Нидерланды                   | Елена Михайловская       | Любовь Травина                   | Барбара Грас         | турнир                                                                                  |
| 1976      | Амстердам, Нидерланды                   | Елена Михайловская       | Барбара Грас Любовь Травина      | ------               | турнир                                                                                  |
| 1977      | Амстердам, Нидерланды                   | Елена Михайловская       | Людмила Сохненко                 | Барбара Грас         | турнир                                                                                  |
| 1979      | Снек, Нидерланды                        | Людмила Сохненко         | Елена Альтшуль                   | Петра Полман         | турнир + доп. матч за 1 место Людмила Сохненко-Елена Альтшуль (+1=11-1)                 |
| 1980      | Де-Лир, Нидерланды                      | Елена Альтшуль           | Людмила Сохненко                 | Елена Михайловская   | турнир                                                                                  |
| 1981      | Рига, СССР                              | Ольга Левина             | Ирина Пашкевич                   | Людмила Сохненко     | турнир                                                                                  |
| 1982 матч | Москва, СССР                            | Елена Альтшуль           |                                  |                      | матч с Ольгой Левиной (+3=8-1)                                                          |
| 1983      | Сандомир, Польша                        | Елена Альтшуль           | Ольга Левина                     | Живиле Сакалаускайте | турнир                                                                                  |
| 1984 матч | Таллин, СССР                            | Елена Альтшуль           |                                  |                      | матч с Ольгой Левиной (+4=7-1)                                                          |
| 1985      | Канны, Франция                          | Елена Альтшуль           | Живиле Рингялене                 | Зоя Садовская        | турнир + матч за право играть с чемпионкой мира Зоя Садовская—Живиле Рингялене (+2=4-0) |
| 1986 матч | Минск, СССР                             | Зоя Садовская            |                                  |                      | матч с Еленой Альтшуль (+3=9-0)                                                         |
| 1987      | Минск, СССР                             | Ольга Левина             | Елена Альтшуль                   | Карен Ван Лит        | турнир                                                                                  |
| 1988 матч | Ялта, СССР                              | Зоя Садовская            |                                  |                      | матч Ольгой Левиной (+3=7-0)                                                            |
| 1989      | Росмален, Нидерланды                    | Ольга Левина             | Елена Альтшуль                   | Зоя Садовская        | турнир                                                                                  |
| 1990 матч | Пицунда, СССР                           | Зоя Садовская            |                                  |                      | матч Ольгой Левиной (+4=5-0)                                                            |
| 1991      | Минск, Белоруссия                       | Зоя Голубева (Садовская) | Нина Янковская Карен Ван Лит     | ------               | турнир + матч за право играть с чемпионкой мира Нина Янковская-Карен Ван Лит (+1=4-0)   |
| 1992 матч | Киев, Украина                           | Зоя Голубева             |                                  |                      | матч с Ниной Янковской (+4=5-0)                                                         |
| 1993      | Брюнсюм, Нидерланды                     | Ольга Левина             | Елена Читайкина Ольга Камышлеева | ------               | турнир                                                                                  |
| 1994 матч |                                         | Зоя Голубева             |                                  |                      | звание присвоено из-за отказа Ольги Левиной играть матч                                 |
| 1995      | Бамако, Мали                            | Зоя Голубева             | Карен Ван Лит                    | Юлия Макаренкова     | турнир                                                                                  |
| 1996 матч | Вюгт, Нидерланды                        | Зоя Голубева             |                                  |                      | матч с Карен Ван Лит (+2 сета,-1сет)                                                    |
| 1997      | Минск-Мазовецкий, Польша                | Зоя Голубева             | Эва Минкина                      | Ольга Камышлеева     | турнир + матч за право играть с чемпионкой мира Эва Минкина—Ольга Камышлеева (+2=4-0)   |
| 1999      | Якутск, Россия                          | Зоя Голубева             | Нина Хукман-Янковская            | Татьяна Тетерина     | турнир + доп. турнир Зоя Голубева-Нина Хукман-Татьяна Тетерина (5:4:3)                  |
| 2000 матч | Зютфен, Нидерланды                      | Зоя Голубева             |                                  |                      | матч с Ниной Янковской (+3 сета,-0 сет)                                                 |
| 2001      | Велп, Нидерланды                        | Тамара Тансыккужина      | Ольга Балтажи                    | Лайма Пакуцкене      | турнир                                                                                  |
| 2002 матч | Рига / Уфа, Латвия / Россия             | Тамара Тансыккужина      |                                  |                      | матч с Зоей Голубевой (+2 сета,-1 сет)                                                  |
| 2003      | Заутеланде, Нидерланды                  | Ольга Камышлеева         | Зоя Голубева                     | Ольга Балтажи        | турнир                                                                                  |
| 2004 матч | Уфа, Россия                             | Тамара Тансыккужина      |                                  |                      | матч с Ольгой Камышлеевой (+2 сета,-1 сет)                                              |
| 2005      | Латронико, Италия                       | Дарья Ткаченко           | Ирина Пашкевич                   | Нина Хукман          | турнир                                                                                  |
| 2006 матч | Якутск / Киев, Россия / Украина         | Дарья Ткаченко           |                                  |                      | матч с Тамарой Тансыккужиной (+2 сета,-1 сет)                                           |
| 2007      | Якутск, Россия                          | Тамара Тансыккужина      | Дарья Ткаченко                   | Марфа Никитина       | турнир                                                                                  |
| 2008 матч | Днепродзержинск / Уфа, Украина / Россия | Дарья Ткаченко           |                                  |                      | матч с Тамарой Тансыккужиной (+3 сета,-0 сет)                                           |
| 2010      | Уфа, Россия                             | Зоя Голубева             | Нина Хукман                      | Матрёна Ноговицына   | турнир                                                                                  |
| 2011 матч | Днепродзержинск, Украина                | Дарья Ткаченко           |                                  |                      | матч с Зоей Голубевой (+2 сета,-1 сет)                                                  |
| 2011      | Ровно, Украина                          | Тамара Тансыккужина      | Матрёна Ноговицына               | Виктория Мотричко    | турнир                                                                                  |
| 2013      | Улан-Батор, Монголия                    | Зоя Голубева             | Дарья Ткаченко                   | Тамара Тансыккужина  | турнир                                                                                  |
| 2015 матч | Астана, Зеренда, Казахстан              | Зоя Голубева             |                                  |                      | матч с Тамарой Тансыккужиной (8:3:4:0 — 4:5:2:4)                                        |
| 2015      | Ухань, Китай                            | Зоя Голубева             | Наталья Садовская                | Ольга Камышлеева     | турнир                                                                                  |
| 2016 матч | Карпач, Польша                          | Наталья Садовская        |                                  |                      | матч с Ольгой Камышлеевой (56—28)                                                       |
| 2017      | Таллин, Эстония                         | Зоя Голубева             | Ольга Федорович                  | Айгуль Идрисова      | турнир                                                                                  |
| 2018 матч | Рига, Латвия                            | Наталья Садовская        |                                  |                      | матч с Зоей Голубевой (58—50)                                                           |
| 2019      | Якутск, Россия                          | Тамара Тансыккужина      | Айгуль Идрисова                  | Дарья Федорович      | турнир                                                                                  |
| 2021 матч | Варшава, Польша                         | Тамара Тансыккужина      |                                  |                      | матч с Натальей Садовской (54—54, победа в тай-брейке 7—5)                              |
| 2021      | Таллин, Эстония                         | Матрёна Ноговицына       | Тамара Тансыккужина              | Виктория Мотричко    | турнир                                                                                  |
| 2023      | Виллемстад, Кюрасао                     | Виктория Мотричко        | Дарья Ткаченко                   | Елена Короткая       | турнир                                                                                  |
| 2024 матч | Вагенинген, Нидерланды                  | Дарья Ткаченко           |                                  |                      | матч с Виктория Мотричко                                                                |
| 2025      | Порт-оф-Спейн, Тринидад и Тобаго        |                          |                                  |                      | турнир                                                                                  |

## Быстрые шашки
| Номер | Год  | Место                | Золото              | Серебро             | Бронза              |
| 1*    | 2012 | Лилль,               | Нина Хукман         | Виктория Мотричко   | Аяника Кычкина      |
| 2     | 2013 | Улан-Батор, Монголия | Дарья Ткаченко      | Виктория Мотричко   | Наталья Садовская   |
| 3     | 2015 | Измир, Турция        | Матрёна Ноговицына  | Тамара Тансыккужина | Ольга Федорович     |
| 4     | 2016 | Измир, Турция        | Матрёна Ноговицына  | Айгуль Идрисова     | Тамара Тансыккужина |
| 5     | 2017 | Измир, Турция        | Тамара Тансыккужина | Ольга Балтажи       | Айгуль Идрисова     |
| 6     | 2018 | Бергамо,             | Матрёна Ноговицына  | Виктория Мотричко   | Зоя Голубева        |
| 7     | 2019 | Бейлен,              | Тамара Тансыккужина | Мунхтуя Насанбаяр   | Дарья Ткаченко      |
| 8     | 2020 | Анталья,             | Айгуль Идрисова     | Тамара Тансыккужина | Кристина Осипова    |
| 9     | 2021 | Юлинек,              | Наталья Садовская   | Дарья Ткаченко*     | Тамара Тансыккужина |
| 10    | 2022 | Юлинек,              | Дарья Ткаченко*     | Виктория Мотричко   | Флёр Крёйсмюлдер    |
| 11    | 2023 | Юлинек,              | Елена Чеснокова     | Дарья Ткаченко      | Наталья Садовская   |

- Из-за отказа Федерации шашек Украины заявить Дарью Ткаченко за эту страну спортсменка выступала под флагом ФМЖД[22].

## Блиц
| Номер | Год   | Место                 | Золото             | Серебро             | Бронза              |
| 1     | 1999  | Роттердам, Нидерланды | Зоя Голубева       | Тамара Тансыккужина | Ольга Балтажи       |
| 2     | 2001  | Велп, Нидерланды      | Нина Хукман        |                     |                     |
| 3     | 2007  | Якутск, Россия        | Дарья Ткаченко     | Елена Мильшина      | Матрёна Ноговицына  |
| 4     | 2009  | Берлин, Германия      | Зоя Голубева       | Нина Хукман         | Олеся Абдуллина     |
| 5     | 2011  | Уфа, Россия           | Зоя Голубева       | Дарья Ткаченко      | Нина Хукман         |
| 6     | 2012* | Лилль, Франция        | Айгуль Идрисова    | Матрёна Ноговицына  | Ольга Балтажи       |
| 7     | 2013  | Улан-Батор, Монголия  | Матрёна Ноговицына | Виктория Мотричко   | Дарья Ткаченко      |
| 8     | 2015  | Измир, Турция         | Ольга Балтажи      | Тамара Тансыккужина | Дарья Ткаченко      |
| 9     | 2016  | Измир, Турция         | Айгуль Идрисова    | Тамара Тансыккужина | Матрёна Ноговицына  |
| 10    | 2017  | Измир, Турция         | Матрёна Ноговицына | Ольга Федорович     | Тамара Тансыккужина |
| 11    | 2018  | Бергамо,              | Дарья Федорович    | Тамара Тансыккужина | Виктория Мотричко   |
| 12    | 2019  | Рига,                 | Агата Парахина     | Ника Леопольдова    | Виктория Мотричко   |
| 13    | 2020  | Анталья,              | Алия Аминова       | Матрёна Ноговицына  | Айгуль Идрисова     |
| 14    | 2021  | Юлинек,               | Айгуль Идрисова    | Тамара Тансыккужина | Мария Чеснокова     |
| 15    | 2022  | Рига,                 | Виктория Мотричко  | Елена Чеснокова     | Наталья Садовская   |
| 16    | 2023  | Лишуй,                | Чжан Ю             | Наталья Садовская   | Валда Васариете     |
| 17    | 2024  | Лишуй,                | Наталья Садовская  | Чжан Ю              | Марта Банковска     |
| 18    | 2025  | Хогевен,              |                    |                     |                     |

## Суперблиц
| Номер | Год  | Место    | Золото | Серебро | Бронза |
| 1     | 2025 | Хогевен, |        |         |        |

- в рамках Всемирных интеллектуальных Игр 2012